# Assembleia do Estado da Califórnia
A Assembleia Legislativa da Califórnia (em inglês:  California State Assembly) é a câmara baixa do Poder Legislativo do Estado da Califórnia. Há 80 membros na Assembleia.